# Thomas G. Schulze
Thomas G. Schulze (* 31. Mai 1969 in Nürnberg) ist ein deutsch-amerikanischer Psychiater (Facharzt für Psychiatrie und Psychotherapie). Er ist Professor an der Ludwig-Maximilians-Universität in München und hat dort den Lehrstuhl für Psychiatrische Phänomik und Genomik inne. Damit verbunden ist die Leitung des gleichnamigen Instituts IPPG am  Klinikum der LMU München, zu dem eine Spezialambulanz zur Behandlung von Patienten mit bipolarer Störung gehört.
Schulze ist auch Clinical Professor an der SUNY Upstate Medical University in Syracuse in New York. Schulze forscht auch an der Johns Hopkins University in Baltimore, Maryland, USA. Neben der deutschen Approbation zur Ausübung des ärztlichen Berufes besitzt er auch die medical license des Staates New York.

## Leben
Thomas Schulze studierte von 1990 bis 1997 Medizin an den Universitäten Nürnberg-Erlangen, Barcelona (Katalonien), University of North Carolina (Chapel Hill, NC, USA) und Wake Forest University (Winston-Salem, NC, USA). Er  promovierte 1997 zum Thema „Nachweis chromosomaler Mosaike beim Menschen in Mundschleimhautzellen mittels Interphase-Kern-Fluoreszenz-in-situ-Hybridisierung (FISH)“ am Erlanger Institut für Humangenetik. 2014 übernahm er den Lehrstuhl für Psychiatrische Phänomik und Genomik und die Leitung des neu gegründeten IPPG am Klinikum der Ludwig-Maximilians-Universität München. Zuvor war er an der Universität Bonn (1997–2000), an der University of Chicago (IL, USA; 2000–2002), am National Institute of Mental Health (NIMH) in Bethesda (MD, USA; 2002; 2007–2010), am Zentralinstitut für Seelische Gesundheit (ZI) in Mannheim (2003–2007) sowie an der Universitätsmedizin Göttingen (2010–2014) tätig.

## Forschung
Im Fokus seiner Forschung stehen die Wechselwirkungen zwischen Genen und Umwelt bei psychischen Erkrankungen wie der bipolaren (manisch-depressiven) Erkrankung, der Schizophrenie oder der Depression. Das Ziel dieser Forschung ist es in Zukunft psychische Erkrankungen aufgrund umfassender Kenntnisse biologischer sowie nicht-biologischer Faktoren früher zu erkennen und sie individueller als bisher behandeln zu können. So sollen z. B. der mögliche Erfolg einer Therapie und  die eventuellen Nebenwirkungen von Medikamenten für jeden einzelnen Patienten vorab besser abschätzbar werden. In interdisziplinären Arbeitsgruppen aus klinischen Forschern sowie Grundlagenwissenschaftlern werden einzelne Krankheitsverläufe im Langzeitverlauf auf deskriptiver und biologischer Ebene untersucht. Diese Forschungen sind langwierig, methodisch aufwändig und ressourcenintensiv. Schulze ist deshalb national wie international multidisziplinär umfassend vernetzt und arbeitet in mehreren Kooperationen Schulze hat mehr als 300 wissenschaftliche Artikel (mit-)veröffentlicht und wurde in seinem Fachgebiet mehrfach ausgezeichnet.

## Kooperationen, Mitgliedschaften und Vernetzung
- Leitung der Klinischen Forschergruppe 241[11]
- Koordination des PsyCourse-Konsortiums[12]
- Mitglied im Bipolar Disorder Genome Study (BiGS) Consortium[13]
- Mitglied im Bipolar Disorder Genome Study Consortium (BiGS), Chair, Section on Genetics in Psychiatry, World Psychiatric Association (WPA)[14]
- Sekretär (2012–2016) und Präsident (2016–2020) der ISPG von 2012 bis 2016[15]
- Präsident (2016) der American Psychopathological Association (APPA)[16]
- Sekretär für die wissenschaftlichen Sektionen im Exekutivkomitee des Weltverbandes für Psychiatrie (WPA)[17]

## Ehrungen und Auszeichnungen
- Robins-Guze-Award der American Psychopathological Association (APPA), 2006[18]
- Theodore-Reich-Award der International Society of Psychiatric Genetics (ISPG), 2006[19]
- Zukunftspreis der Deutschen Gesellschaft für bipolare Störungen (DGBS), 2007[20][21]
- Hans-Jörg-Weitbrecht-Wissenschaftspreis der Deutsche Gesellschaft für Psychiatrie und Psychotherapie, Psychosomatik und Nervenheilkunde e.V. (DGPPN), 2009[22][23]
- Ehrenmitgliedschaft im Weltverbandes für Psychiatrie (WPA), 2014[24]
- Präsident der American Psychopathological Association (APPA), 2015/2016[25]
- Aufnahme als Mitglied in die Nationale Akademie der Wissenschaften Leopoldina, 2021[26]
- President Elect der World Psychiatric Association (2023 bis 2026)[27]

## Schriften
Schulzes Veröffentlichungen werden in der Amerikanischen Nationalbibliothek für Medizin geführt. U. a.
- Variant GADL1 and response to lithium in bipolar I disorder. Consortium on Lithium Genetics, Hou L, Heilbronner U, Rietschel M, Kato T, Kuo PH, McMahon FJ, Schulze TG (2014). N Engl J Med 370(19):1857-9.
- The psychiatric vulnerability gene CACNA1C and its sex-specific relationship with personality traits, resilience factors and depressive symptoms in the general population. Strohmaier J, Amelang M, Hothorn LA, Witt SH, Nieratschker V, Gerhard D, Meier S, Wüst S, Frank J, Loerbroks A, Rietschel M, Stürmer T*, Schulze TG* (2013). Mol Psychiatry 18(5):607-13.
- SCN1A affects brain structure and the neural activity of the aging brain. Meier S, Demirakca T, Brusniak W, Wolf I, Liebsch K, Tunc-Skarka N, Nieratschker V, Witt SH, Matthäus F, Ende G, Flor H, Rietschel M, Diener C*, Schulze TG* (2012). Biol Psychiatry 72(8): 677-83.